# 北京蘇寧生活廣場
北京蘇寧生活廣場位於北京市朝陽區朝陽路慈雲寺北里118號。大廈共有19層，附設一層地庫，總建築面積為99775平方米。
2010年9月，蘇寧以9.65億人民幣購入相關地皮。2016年，北京蘇寧生活廣場落成。2023年2月，凱德集團以28.1億人民幣購入北京蘇寧生活廣場。

## 外部連結
- 北京蘇寧生活廣場 （页面存档备份，存于）